# Puchar Neptuna
Puchar Neptuna (Cliona patera) – gatunek gąbki (Porifera) występujący w regionie tropikalnym Oceanu Indyjskiego. Jest to jeden z największych przedstawicieli swojego typu; jego wysokość wynosi 150 cm, a średnica 80 cm. Nazwa gatunku pochodzi od kształtu zwierzęcia, przypominającego kielich. Puchar Neptuna żyje w głębokich niejednokrotnie jamach w skałach wapiennych oraz rafach koralowych. Jamy te gąbka tworzy, rozpuszczając za pomocą związków chemicznych wapień lub wapienne szkielety koralowców. Puchar Neptuna drąży podobnie również muszle mięczaków.
Gąbki te znajdowały lokalnie zastosowanie jako wanienki do mycia dzieci. Były one jednak zarazem poszukiwane przez kolekcjonerów z całego świata, co powodowało nadmierne połowy, które doprowadziły ten gatunek na krawędź wyginięcia. Po 1908 r., kiedy gąbkę tę odnotowano ostatni raz w wodach Indonezji, była ona uważana za wymarłą. W 1990 r. znaleziono jednak kilka martwych egzemplarzy w uzyskanych przy pomocy dragi próbkach z północnej Australii, a w 2011 r. – dwa żywe osobniki u wybrzeży Singapuru.